# Fontenay-le-Pesnel
Fontenay-le-Pesnel è un comune francese di 910 abitanti situato nel dipartimento del Calvados nella regione della Normandia.

## Società

### Evoluzione demografica
Abitanti censiti